# 小頭鴨嘴鰻
小頭鴨嘴鰻（学名：Nettastoma parviceps），又名小頭蜥鰻，为條鰭魚綱鰻形目鴨嘴鰻科絲鰻屬下的一个种。該物種的棲息深度為60至1190米，雄性的體長可達到82公分。